# Оскар (кинопремия, 2023)
95-я церемония вручения наград премии Американской академии кинематографических искусств и наук «Оскар» за заслуги в области кинематографа за 2022 год состоялась 12 марта 2023 года. Она прошла в офлайн-формате в лос-анджелесском театре Dolby, ведущим в третий раз стал американский комик и телеведущий Джимми Киммел. В США церемонию показала телевизионная компания ABC; в общей сложности награждение посмотрели в более чем 200 странах мира. 21 декабря 2022 года организаторы объявили шорт-листы, 24 января 2023 года стали известны номинанты. Со 2 по 7 марта 2023 года прошло основное голосование, которое определило победителей.

## Список событий
| Дата            | Событие                                       |
| --------------- | --------------------------------------------- |
| 15 ноября 2022  | Крайний срок подачи заявок (общие категории)  |
| 19 ноября 2022  | Церемония вручения специальных наград         |
| 12 декабря 2022 | Предварительное голосование (начало)          |
| 21 декабря 2022 | Объявление шорт-листов                        |
| 31 декабря 2022 | Окончание периода отбора                      |
| 12 января 2023  | Голосование номинаций (начало)                |
| 17 января 2023  | Голосование номинаций (завершение)            |
| 24 января 2023  | Объявление номинантов                         |
| 2 марта 2023    | Окончательное голосование (начало)            |
| 7 марта 2023    | Окончательное голосование (завершение)        |
| 12 марта 2023   | 95-я церемония вручения наград премии «Оскар» |

## Ход церемонии
Вручение премии состоялось 12 марта 2023 года. Оно прошло в офлайн-формате в лос-анджелесском кинотеатре Dolby, ведущим в третий раз стал американский комик и телеведущий Джимми Киммел. В США церемонию показала, по установившейся традиции, телевизионная компания ABC; в общей сложности награждение посмотрели в более чем 200 странах мира. В прямом эфире были объявлены победители во всех 23 категориях (годом ранее победители в восьми категориях были названы до начала церемонии). Номинированный в одиннадцати категориях фильм «Всё везде и сразу» (лидер 2023 года по количеству номинаций) получил семь наград, включая премию за лучший фильм.
95-я церемония стала второй подряд состоявшейся не в феврале, а в марте. Некоторые кинематографисты критиковали складывающуюся таким образом традицию, поскольку, по их мнению, наградной сезон оказывается слишком растянут.
За несколько дней до вручения «Оскара» издание Variety сообщило, что Академия второй год подряд отказала в виртуальном участии в церемонии президенту Украины Владимиру Зеленскому, который надеялся выступить на ней так же, как до этого на Берлинском кинофестивале.

## Список номинантов и лауреатов

### Фильмы с несколькими номинациями / победами
| Номинации | Премии | Фильм                            |
| --------- | ------ | -------------------------------- |
| 11        | 7      | «Всё везде и сразу»              |
| 9         | 4      | «На Западном фронте без перемен» |
| 3         | 2      | «Кит»                            |
| 6         | 1      | «Топ Ган: Мэверик»               |
| 5         | 1      | «Чёрная пантера: Ваканда навеки» |
| 4         | 1      | «Аватар: Путь воды»              |
| 2         | 1      | «Говорят женщины»                |
| 1         | 1      | «Навальный»                      |
| 1         | 1      | «Пиноккио Гильермо дель Торо»    |
| 1         | 1      | «RRR: Рядом ревёт революция»     |
| 1         | 1      | «Заклинатели слонов»             |
| 1         | 1      | «Прощание по-ирландски»          |
| 1         | 1      | «Мальчик, Крот, Лис и Конь»      |
| 9         | 0      | «Банши Инишерина»                |
| 8         | 0      | «Элвис»                          |
| 7         | 0      | «Фабельманы»                     |
| 6         | 0      | «Тар»                            |
| 3         | 0      | «Вавилон»                        |
| 3         | 0      | «Бэтмен»                         |
| 3         | 0      | «Треугольник печали»             |
| 2         | 0      | «Жить»                           |

### Основные категории
| Категории                                                                              | Лауреаты и номинанты | Лауреаты и номинанты |                                                                  |
| -------------------------------------------------------------------------------------- | --- | --- | ---------------------------------------------------------------- |
| Лучший фильм (награды вручал Харрисон Форд)                                            | • Всё везде и сразу (продюсеры: Дэниел Кван, Дэниел Шайнерт и Джонатан Ванг) | • Всё везде и сразу (продюсеры: Дэниел Кван, Дэниел Шайнерт и Джонатан Ванг)                                                   |                                                                  |
| Лучший фильм (награды вручал Харрисон Форд)                                            | • На Западном фронте без перемен (продюсер: Мальте Грунерт) | |                                                                  |
| Лучший фильм (награды вручал Харрисон Форд)                                            | • Аватар: Путь воды (продюсеры: Джеймс Кэмерон и Джон Ландау) | |                                                                  |
| Лучший фильм (награды вручал Харрисон Форд)                                            | • Банши Инишерина (продюсеры: Грэм Бродбент, Питер Чернин и Мартин Макдонах) | |                                                                  |
| Лучший фильм (награды вручал Харрисон Форд)                                            | • Элвис (продюсеры: Баз Лурман, Кэтрин Мартин, Гейл Берман, Патрик Маккормик и Скайлер Уайсс) | |                                                                  |
| Лучший фильм (награды вручал Харрисон Форд)                                            | • Фабельманы (продюсеры: Кристи Макоско Кригер, Стивен Спилберг и Тони Кушнер) | |                                                                  |
| Лучший фильм (награды вручал Харрисон Форд)                                            | • Тар (продюсеры: Тодд Филд, Александра Милчен и Скотт Ламберт) | |                                                                  |
| Лучший фильм (награды вручал Харрисон Форд)                                            | • Топ Ган: Мэверик (продюсеры: Том Круз, Кристофер Маккуорри, Дэвид Эллисон и Джерри Брукхаймер) | |                                                                  |
| Лучший фильм (награды вручал Харрисон Форд)                                            | • Треугольник печали (продюсеры: Эрик Геммендорфф и Филипп Бобер) | |                                                                  |
| Лучший фильм (награды вручал Харрисон Форд)                                            | • Говорят женщины (продюсеры: Деде Гарднер, Джереми Кляйнер и Фрэнсис Макдорманд) | |                                                                  |
| Лучшая режиссура (награды вручали Идрис Эльба и Николь Кидман)                         | | • Дэниел Кван и Дэниел Шайнерт — «Всё везде и сразу»                                                                           |                                                                  |
| Лучшая режиссура (награды вручали Идрис Эльба и Николь Кидман)                         | • Тодд Филд — «Тар» | |                                                                  |
| Лучшая режиссура (награды вручали Идрис Эльба и Николь Кидман)                         | • Мартин Макдонах — «Банши Инишерина» | |                                                                  |
| Лучшая режиссура (награды вручали Идрис Эльба и Николь Кидман)                         | • Рубен Эстлунд — «Треугольник печали» | |                                                                  |
| Лучшая режиссура (награды вручали Идрис Эльба и Николь Кидман)                         | • Стивен Спилберг — «Фабельманы» | |                                                                  |
| Лучшая мужская роль (награду вручали Джессика Честейн и Хэлли Берри)                   | | • Брендан Фрейзер — «Кит» (за роль Чарли)                                                                                      |                                                                  |
| Лучшая мужская роль (награду вручали Джессика Честейн и Хэлли Берри)                   | • Остин Батлер — «Элвис» (за роль Элвиса Пресли) | |                                                                  |
| Лучшая мужская роль (награду вручали Джессика Честейн и Хэлли Берри)                   | • Колин Фаррелл — «Банши Инишерина» (за роль Патрика Салливана) | |                                                                  |
| Лучшая мужская роль (награду вручали Джессика Честейн и Хэлли Берри)                   | • Пол Мескал — «Солнце моё» (за роль Калума Патерсона) | |                                                                  |
| Лучшая мужская роль (награду вручали Джессика Честейн и Хэлли Берри)                   | • Билл Найи — «Жить» (за роль мистера Уильямса) | |                                                                  |
| Лучшая женская роль (награду вручали Джессика Честейн и Хэлли Берри)                   | | • Мишель Йео — «Всё везде и сразу» (за роль Эвелин Вонг)                                                                       |                                                                  |
| Лучшая женская роль (награду вручали Джессика Честейн и Хэлли Берри)                   | • Кейт Бланшетт — «Тар» (за роль Лидии Тар) | |                                                                  |
| Лучшая женская роль (награду вручали Джессика Честейн и Хэлли Берри)                   | • Ана де Армас — «Блондинка» (за роль Нормы Джин / Мэрилин Монро) | |                                                                  |
| Лучшая женская роль (награду вручали Джессика Честейн и Хэлли Берри)                   | • Андреа Райсборо — «Ради Лесли» (за роль Лесли Роулендс) | |                                                                  |
| Лучшая женская роль (награду вручали Джессика Честейн и Хэлли Берри)                   | • Мишель Уильямс — «Фабельманы» (за роль Митци Шилдкраут-Фабельман) | |                                                                  |
| Лучшая мужская роль второго плана (награду вручали Ариана ДеБос и Трой Коцур)          | | • Куан Ке Хюи — «Всё везде и сразу» (за роль Вэймонда Вонга)                                                                   |                                                                  |
| Лучшая мужская роль второго плана (награду вручали Ариана ДеБос и Трой Коцур)          | • Брендан Глисон — «Банши Инишерина» (за роль Колма Доэрти) | |                                                                  |
| Лучшая мужская роль второго плана (награду вручали Ариана ДеБос и Трой Коцур)          | • Брайан Тайри Генри — «Мост через озеро» (за роль Джеймса Окойна) | |                                                                  |
| Лучшая мужская роль второго плана (награду вручали Ариана ДеБос и Трой Коцур)          | • Джадд Хирш — «Фабельманы» (за роль Бориса Шилдкраута) | |                                                                  |
| Лучшая мужская роль второго плана (награду вручали Ариана ДеБос и Трой Коцур)          | • Барри Кеоган — «Банши Инишерина» (за роль Доминика Кирни) | |                                                                  |
| Лучшая женская роль второго плана (награду вручали Ариана ДеБос и Трой Коцур)          | | • Джейми Ли Кёртис — «Всё везде и сразу» (за роль Дейдры Боубейрдры)                                                           |                                                                  |
| Лучшая женская роль второго плана (награду вручали Ариана ДеБос и Трой Коцур)          | • Анджела Бассетт — «Чёрная пантера: Ваканда навеки» (за роль королевы Рамонды) | |                                                                  |
| Лучшая женская роль второго плана (награду вручали Ариана ДеБос и Трой Коцур)          | • Хонг Чау — «Кит» (за роль Лиз) | |                                                                  |
| Лучшая женская роль второго плана (награду вручали Ариана ДеБос и Трой Коцур)          | • Керри Кондон — «Банши Инишерина» (за роль Шивон Салливан) | |                                                                  |
| Лучшая женская роль второго плана (награду вручали Ариана ДеБос и Трой Коцур)          | • Стефани Сюй — «Всё везде и сразу» (за роль Джой Вонг / Джобу Тупаки) | |                                                                  |
| Лучший оригинальный сценарий (награды вручали Эндрю Гарфилд и Флоренс Пью)             | | • Дэниел Кван и Дэниел Шайнерт — «Всё везде и сразу»                                                                           | • Дэниел Кван и Дэниел Шайнерт — «Всё везде и сразу»             |
| Лучший оригинальный сценарий (награды вручали Эндрю Гарфилд и Флоренс Пью)             | • Мартин Макдонах — «Банши Инишерина» | |                                                                  |
| Лучший оригинальный сценарий (награды вручали Эндрю Гарфилд и Флоренс Пью)             | • Стивен Спилберг и Тони Кушнер — «Фабельманы» | |                                                                  |
| Лучший оригинальный сценарий (награды вручали Эндрю Гарфилд и Флоренс Пью)             | • Тодд Филд — «Тар» | |                                                                  |
| Лучший оригинальный сценарий (награды вручали Эндрю Гарфилд и Флоренс Пью)             | • Рубен Эстлунд — «Треугольник печали» | |                                                                  |
| Лучший адаптированный сценарий (награду вручали Эндрю Гарфилд и Флоренс Пью)           | | • Сара Полли — «Говорят женщины» (на основе романа Мириам Тейвс)                                                               | • Сара Полли — «Говорят женщины» (на основе романа Мириам Тейвс) |
| Лучший адаптированный сценарий (награду вручали Эндрю Гарфилд и Флоренс Пью)           | • Эдвард Бергер — «На Западном фронте без перемен» (по мотивам романа Эриха Марии Ремарка) | |                                                                  |
| Лучший адаптированный сценарий (награду вручали Эндрю Гарфилд и Флоренс Пью)           | • Райан Джонсон — «Достать ножи: Стеклянная луковица» (на основе персонажей, созданных Джонсоном и фильма «Достать ножи»)                                                                               | |                                                                  |
| Лучший адаптированный сценарий (награду вручали Эндрю Гарфилд и Флоренс Пью)           | • Кадзуо Исигуро — «Жить» (на основе фильма по оригинальному сценарию Акиры Куросавы, Синобу Хасимото и Хидэо Огуни)                                                                                    | |                                                                  |
| Лучший адаптированный сценарий (награду вручали Эндрю Гарфилд и Флоренс Пью)           | • Сценарий: Эрен Крюгер, Эрик Уоррен Сингер и Кристофер Маккуорри; Сюжет: Питер Крейг и Джастин Маркс — «Топ Ган: Мэверик» (на основе фильма «Лучший стрелок» по сценарию Джима Кэша и Джека Эппса-мл.) | |                                                                  |
| Лучший анимационный полнометражный фильм (награды вручали Эмили Блант и Дуэйн Джонсон) | • Пиноккио Гильермо дель Торо / Guillermo del Toro’s Pinocchio (Гильермо дель Торо, Марк Густафсон, Гэри Ангар и Алекс Балкли)                                                                          | • Пиноккио Гильермо дель Торо / Guillermo del Toro’s Pinocchio (Гильермо дель Торо, Марк Густафсон, Гэри Ангар и Алекс Балкли) |                                                                  |
| Лучший анимационный полнометражный фильм (награды вручали Эмили Блант и Дуэйн Джонсон) | • Марсель, ракушка в ботинках / Marcel the Shell with Shoes On (Дин Флейшер-Кэмп, Элизабет Холм, Эндрю Голдман, Кэролайн Каплан и Пол Мези)                                                             | |                                                                  |
| Лучший анимационный полнометражный фильм (награды вручали Эмили Блант и Дуэйн Джонсон) | • Кот в сапогах 2: Последнее желание / Puss in Boots: The Last Wish (Джоэл Кроуфорд и Марк Свифт) | |                                                                  |
| Лучший анимационный полнометражный фильм (награды вручали Эмили Блант и Дуэйн Джонсон) | • Морской монстр / The Sea Beast (Крис Уильямс и Джед Шлангер) | |                                                                  |
| Лучший анимационный полнометражный фильм (награды вручали Эмили Блант и Дуэйн Джонсон) | • Я краснею / Turning Red (Доми Ши и Линдси Коллинз) | |                                                                  |
| Лучший фильм на иностранном языке (награду вручали Антонио Бандерас и Сальма Хайек)    | • На Западном фронте без перемен / Im Westen nichts Neues (Германия), реж. Эдвард Бергер | • На Западном фронте без перемен / Im Westen nichts Neues (Германия), реж. Эдвард Бергер                                       |                                                                  |
| Лучший фильм на иностранном языке (награду вручали Антонио Бандерас и Сальма Хайек)    | • Аргентина, 1985 / Argentina, 1985 (Аргентина), реж. Сантьяго Митре | |                                                                  |
| Лучший фильм на иностранном языке (награду вручали Антонио Бандерас и Сальма Хайек)    | • Близко / Close (Бельгия), реж. Лукас Донт | |                                                                  |
| Лучший фильм на иностранном языке (награду вручали Антонио Бандерас и Сальма Хайек)    | • Иа / IO (Польша), реж. Ежи Сколимовский | |                                                                  |
| Лучший фильм на иностранном языке (награду вручали Антонио Бандерас и Сальма Хайек)    | • Тихоня / An Cailín Ciúin (Ирландия), реж. Колм Бэйрд | |                                                                  |

### Другие категории
| Категории                                    | Лауреаты и номинанты | Лауреаты и номинанты                                                                                |
| -------------------------------------------- | --- | --------------------------------------------------------------------------------------------------- |
| Лучшая оригинальная музыка к фильму          | | • Фолькер Бертельманн — «На Западном фронте без перемен»                                            |
| Лучшая оригинальная музыка к фильму          | • Джастин Гурвиц — «Вавилон» | |
| Лучшая оригинальная музыка к фильму          | • Картер Бёруэлл — «Банши Инишерина»                                                                                                | |
| Лучшая оригинальная музыка к фильму          | • Son Lux — «Всё везде и сразу» | |
| Лучшая оригинальная музыка к фильму          | • Джон Уильямс — «Фабельманы» | |
| Лучшая песня к фильму                        | • Naatu Naatu — «RRR: Рядом ревёт революция» — музыка: М. М. Киравани, слова: Чандрабоуз                                            | • Naatu Naatu — «RRR: Рядом ревёт революция» — музыка: М. М. Киравани, слова: Чандрабоуз            |
| Лучшая песня к фильму                        | • Applause — «Теперь вместе» — музыка и слова: Дайан Уоррен                                                                         | |
| Лучшая песня к фильму                        | • Hold My Hand — «Топ Ган: Мэверик» — музыка и слова: Леди Гага и BloodPop                                                          | |
| Лучшая песня к фильму                        | • Lift Me Up — «Чёрная пантера: Ваканда навеки» — музыка: Tems, Рианна, Райан Куглер и Людвиг Йоранссон, слова: Tems и Райан Куглер | |
| Лучшая песня к фильму                        | • This Is a Life — «Всё везде и сразу» — музыка: Райан Лотт, Дэвид Бёрн и Mitski, слова: Райан Лотт и Дэвид Бёрн                    | |
| Лучший монтаж                                | • Пол Роджерс — «Всё везде и сразу»                                                                                                 | • Пол Роджерс — «Всё везде и сразу»                                                                 |
| Лучший монтаж                                | • Миккель Э. Г. Нильсен — «Банши Инишерина»                                                                                         | |
| Лучший монтаж                                | • Мэтт Вилла и Джонатан Редмонд — «Элвис»                                                                                           | |
| Лучший монтаж                                | • Моника Вилли — «Тар» | |
| Лучший монтаж                                | • Эдди Хэмилтон — «Топ Ган: Мэверик»                                                                                                | |
| Лучшая операторская работа                   | • Джеймс Френд — «На Западном фронте без перемен»                                                                                   | • Джеймс Френд — «На Западном фронте без перемен»                                                   |
| Лучшая операторская работа                   | • Дариус Хонджи — «Бардо (или Лживая хроника пригоршни истин)»                                                                      | |
| Лучшая операторская работа                   | • Мэнди Уокер — «Элвис» | |
| Лучшая операторская работа                   | • Роджер Дикинс — «Империя света»                                                                                                   | |
| Лучшая операторская работа                   | • Флориан Хоффмайстер — «Тар» | |
| Лучшая работа художника-постановщика         | • Кристиан М. Голдбек (постановщик), Эрнестин Хиппер (декоратор) — «На Западном фронте без перемен»                                 | • Кристиан М. Голдбек (постановщик), Эрнестин Хиппер (декоратор) — «На Западном фронте без перемен» |
| Лучшая работа художника-постановщика         | • Дилан Коул и Бен Проктер (постановщики), Ванесса Коул (декоратор) — «Аватар: Путь воды»                                           | |
| Лучшая работа художника-постановщика         | • Флоренция Мартин (постановщик), Энтони Карлин (декоратор) — «Вавилон»                                                             | |
| Лучшая работа художника-постановщика         | • Кэтрин Мартин и Карен Мёрфи (постановщики), Бев Данн (декоратор) — «Элвис»                                                        | |
| Лучшая работа художника-постановщика         | • Рик Картер (постановщик), Карен О’Хара (декоратор) — «Фабельманы»                                                                 | |
| Лучший дизайн костюмов                       | Рут Э. Картер | • Рут Э. Картер — «Чёрная пантера: Ваканда навеки»                                                  |
| Лучший дизайн костюмов                       | Рут Э. Картер | • Мэри Зофрис — «Вавилон»                                                                           |
| Лучший дизайн костюмов                       | Рут Э. Картер | • Кэтрин Мартин — «Элвис»                                                                           |
| Лучший дизайн костюмов                       | Рут Э. Картер | • Ширли Юрата — «Всё везде и сразу»                                                                 |
| Лучший дизайн костюмов                       | Рут Э. Картер | • Дженни Беван — «Миссис Харрис едет в Париж»                                                       |
| Лучший звук                                  | • Марк Вайнгартен, Джеймс Х. Матер, Эл Нельсон, Крис Бёрдон и Марк Тейлор — «Топ Ган: Мэверик»                                      | • Марк Вайнгартен, Джеймс Х. Матер, Эл Нельсон, Крис Бёрдон и Марк Тейлор — «Топ Ган: Мэверик»      |
| Лучший звук                                  | • Виктор Прашил, Франк Крузе, Маркус Стемлер, Ларс Гинцель и Стефан Корте — «На Западном фронте без перемен»                        | |
| Лучший звук                                  | • Джулиан Ховарт, Гвендолин Йейтс Уиттл, Дик Бернстин, Кристофер Бойс, Гэри Саммерс и Майкл Хеджес — «Аватар: Путь воды»            | |
| Лучший звук                                  | • Стюарт Уилсон, Уильям Файлс, Дуглас Мюррей и Энди Нельсон — «Бэтмен»                                                              | |
| Лучший звук                                  | • Дэвид Ли, Уэйн Пэшли, Энди Нельсон и Майкл Келлер — «Элвис»                                                                       | |
| Лучшие визуальные эффекты                    | • Джо Леттери, Ричард Банехам, Эрик Сейндон и Дэниел Барретт — «Аватар: Путь воды»                                                  | • Джо Леттери, Ричард Банехам, Эрик Сейндон и Дэниел Барретт — «Аватар: Путь воды»                  |
| Лучшие визуальные эффекты                    | • Франк Пецольд, Виктор Мюллер, Маркус Франк и Камиль Джафар — «На Западном фронте без перемен»                                     | |
| Лучшие визуальные эффекты                    | • Дэн Леммон, Рассел Эрл, Андерс Лэнглэндс и Доминик Туи — «Бэтмен»                                                                 | |
| Лучшие визуальные эффекты                    | • Джеффри Бауманн, Крэйг Хаммак, Р. Кристофер Уайт и Дэн Судик — «Чёрная пантера: Ваканда навеки»                                   | |
| Лучшие визуальные эффекты                    | • Райан Тадхоуп, Сет Хилл, Брайан Литсон и Скотт Р. Фишер — «Топ Ган: Мэверик»                                                      | |
| Лучший грим и причёски                       | • Эдриен Моро, Джуди Чин и Энн Мари Брэдли — «Кит»                                                                                  | • Эдриен Моро, Джуди Чин и Энн Мари Брэдли — «Кит»                                                  |
| Лучший грим и причёски                       | • Хайке Меркер и Линда Айзенхамерова — «На Западном фронте без перемен»                                                             | |
| Лучший грим и причёски                       | • Наоми Донн, Майк Марино и Майк Фонтейн — «Бэтмен»                                                                                 | |
| Лучший грим и причёски                       | • Камилла Френд и Джоэл Харлоу — «Чёрная пантера: Ваканда навеки»                                                                   | |
| Лучший грим и причёски                       | • Марк Кулье, Джейсон Бейрд и Альдо Синьоретти — «Элвис»                                                                            | |
| Лучший анимационный короткометражный фильм   | • Чарли Маккизи и Мэттью Фройд — «Мальчик, Крот, Лис и Конь»                                                                        | • Чарли Маккизи и Мэттью Фройд — «Мальчик, Крот, Лис и Конь»                                        |
| Лучший анимационный короткометражный фильм   | • Венди Тилби и Аманда Форбис — «Летающий моряк»                                                                                    | |
| Лучший анимационный короткометражный фильм   | • Жоау Гонсалес и Бруно Каэтано — «Продавцы льда»                                                                                   | |
| Лучший анимационный короткометражный фильм   | • Сара Гуннарсдоуттир и Памела Риббон — «Мой год членов»                                                                            | |
| Лучший анимационный короткометражный фильм   | • Лахлан Пендрагон — «Страус сказал мне, что мир фальшив, и я думаю, что верю в это»                                                | |
| Лучший документальный полнометражный фильм   | • Дэниел Роэр, Одесса Рэй, Дайан Беккер, Мелани Миллер и Шейн Борис — «Навальный»                                                   | • Дэниел Роэр, Одесса Рэй, Дайан Беккер, Мелани Миллер и Шейн Борис — «Навальный»                   |
| Лучший документальный полнометражный фильм   | • Шаунак Сен, Аман Манн и Тедди Лейфер — «Всё, что дышит»                                                                           | |
| Лучший документальный полнометражный фильм   | • Лора Пойтрас, Говард Гертлер, Джон Лайонс, Нэн Голдин и Йони Голихов — «Вся красота и кровопролитие»                              | |
| Лучший документальный полнометражный фильм   | • Сора Доса, Шейн Борис и Ина Фичман — «Вулкан любви»                                                                               | |
| Лучший документальный полнометражный фильм   | • Симон Леренг Вильмонт и Моника Хеллстрём — «Дом из осколков»                                                                      | |
| Лучший документальный короткометражный фильм | • Картики Гонсалвес и Гунит Монга — «Заклинатели слонов»                                                                            | • Картики Гонсалвес и Гунит Монга — «Заклинатели слонов»                                            |
| Лучший документальный короткометражный фильм | • Евгения Арбугаева и Максим Арбугаев — «Выход»                                                                                     | |
| Лучший документальный короткометражный фильм | • Джей Розенблатт — «Как измеряется год?»                                                                                           | |
| Лучший документальный короткометражный фильм | • Энн Альверг и Бет Левисон — «Эффект Марты Митчелл»                                                                                | |
| Лучший документальный короткометражный фильм | • Джошуа Сефтел и Конэлл Джонс — «Незнакомец у ворот»                                                                               | |
| Лучший игровой короткометражный фильм        | • Том Беркли и Росс Уайт — «Прощание по-ирландски»                                                                                  | • Том Беркли и Росс Уайт — «Прощание по-ирландски»                                                  |
| Лучший игровой короткометражный фильм        | • Андерс Вальтер и Ребекка Прузан — «Ивалу»                                                                                         | |
| Лучший игровой короткометражный фильм        | • Аличе Рорвахер и Альфонсо Куарон — «Ученица»                                                                                      | |
| Лучший игровой короткометражный фильм        | • Эйрик Твейтен и Гауте Лид Ларссен — «Ночная поездка»                                                                              | |
| Лучший игровой короткометражный фильм        | • Сайрус Нешвад — «Красный чемодан»                                                                                                 | |

## Специальные награды
| Награда                                                         | Лауреаты          |
| --------------------------------------------------------------- | ----------------- |
| Награда имени Джина Хершолта                                    | • Майкл Джей Фокс |
| Премия за выдающиеся заслуги в кинематографе (Почётный «Оскар») |                   |
| • Питер Уир                                                     |                   |
| • Дайан Уоррен                                                  |                   |
| • Эзан Пальси                                                   |                   |

| - Майкл Джей Фокс | - Питер Уир | - Дайан Уоррен | - Эзан Пальси |

## Рекорды церемонии
- Джон Уильямс побил рекорд Джеймса Айвори, в возрасте 91 года став самым пожилым номинантом.